# Anna De Ville
Anna De Ville (Portland, Oregón; 24 de abril de 1997) es una actriz pornográfica y modelo erótica estadounidense.

## Biografía
Nació en abril de 1997 en Portland (Oregón), en el seno de una familia checa. Tiene una hermana gemela. Durante el instituto acudió a una academia de arte. Abandonó dos años después y obtuvo el GED. Antes de comenzar su carrera como actriz porno, siendo menor, se metió a trabajar en un sex shop, en el que estuvo cuatro años.
En mayo de 2015 se trasladó a Los Ángeles, donde comenzó su carrera como actriz porno a los 18 años. Desde su entrada ha trabajado con productoras como Evil Angel, New Sensations, Digital Sin, Zero Tolerance, Girlfriends Films o Brazzers, entre otras.
Sobre su nombre artístico, declaró que empezó a darse a conocer como Anna Lee, derivación de Annabel Lee, último poema de Edgar Allan Poe, y que pensaba podría estar muy concurrido. Finalmente, recordando un día en la escuela de arte en el que un compañero la vistió parecida a Cruella de Vil, villana de 101 dálmatas, decidió aceptar esta variante de Anna De Ville.
En 2017 recibió su primera nominación en los Premios AVN en la categoría de Mejor escena de sexo chico/chica por la película BoHo Beauties.
Algunas películas de su filmografía son Anal Newbies 4, Deep Anal Action 2, Evil Couple Prowls Anal Teens, Hookup Hotshot You Gotta Have Guts, I Blackmailed My Stepdaughter's Ass, My Hotwife's Black Bull 2, My Sister Likes It Rough, True Anal 2 o Young Anal Adventures.
Ha grabado más de 1100 películas como actriz.

## Premios y nominaciones
| Año  | Ceremonia           | Resultado | Premio                                                       | Trabajo                                                                        |
| ---- | ------------------- | --------- | ------------------------------------------------------------ | ------------------------------------------------------------------------------ |
| 2017 | Premios AVN         | Nominada  | Mejor escena de sexo chico/chica                             | BoHo Beauties                                                                  |
| 2017 | Premios AVN         | Nominada  | Premio fan: Debutante más caliente                           | —                                                                              |
| 2018 | Premios AVN         | Nominada  | Mejor escena de sexo oral                                    | Throat & Tit Fucking Teen                                                      |
| 2018 | Premios AVN         | Nominada  | Mejor escena escandalosa de sexo                             | Summer Sluts                                                                   |
| 2018 | Premios AVN         | Nominada  | Premio fan: Pechos más espectaculares                        | —                                                                              |
| 2019 | Premios AVN         | Nominada  | Mejor escena de sexo anal en producción extranjera           | Double Anal Addicts                                                            |
| 2019 | Premios AVN         | Nominada  | Mejor escena escandalosa de sexo                             | Anal Acrobats 10                                                               |
| 2020 | Premios AVN         | Nominada  | Artista femenina extranjera del año                          | —                                                                              |
| 2020 | Premios AVN         | Nominada  | Mejor actuación solo / tease                                 | Elements                                                                       |
| 2020 | Premios AVN         | Nominada  | Mejor escena de sexo anal en producción extranjera           | Rocco’s Time Master: Sex Witches                                               |
| 2020 | Premios AVN         | Ganadora  | Mejor escena de sexo lésbico grupal en producción extranjera | Bacchanalia                                                                    |
| 2020 | Premios XBIZ Europa | Nominada  | Mejor escena de sexo lésbico                                 | Bacchanalia                                                                    |
| 2021 | Premios AVN         | Nominada  | Artista femenina extranjera del año                          | —                                                                              |
| 2021 | Premios AVN         | Nominada  | Mejor escena escandalosa de sexo                             | A Real Picasso                                                                 |
| 2021 | Premios AVN         | Nominada  | Mejor escena de sexo en producción extranjera                | Rocco's Game of Whores                                                         |
| 2021 | Premios XBIZ Europa | Nominada  | Artista femenina del año                                     | —                                                                              |
| 2021 | Premios XBIZ Europa | Nominada  | Mejor escena de sexo gonzo                                   | Anna De Ville: Sex Addict                                                      |
| 2021 | Premios XBIZ Europa | Nominada  | Mejor escena de sexo lésbica                                 | Cherry's Anal Beauties                                                         |
| 2022 | Premios AVN         | Nominada  | Artista femenina extranjera del año                          | —                                                                              |
| 2022 | Premios AVN         | Nominada  | Mejor escena de sexo anal internacional                      | Anna de Ville Sex Addict                                                       |
| 2023 | Premios AVN         | Nominada  | Artista femenina extranjera del año                          | —                                                                              |
| 2023 | Premios AVN         | Nominada  | Mejor escena escandalosa de sexo                             | A Pee Tea-Party (or "Afternoon With the Lewis Carroll Society of Degenerates") |
| 2023 | Premios AVN         | Nominada  | Mejor escena de sexo internacional                           | Double Anal Duels 2                                                            |
| 2023 | Premios XBIZ        | Nominada  | Mejor escena de sexo transexual                              | My TS Stepsister 6                                                             |
| 2024 | Premios AVN         | Nominada  | Artista femenina extranjera del año                          | —                                                                              |
| 2024 | Premios AVN         | Nominada  | Mejor escena escandalosa de sexo                             | Proxy's Five-Girl Lesbian Gaping Party                                         |
| 2024 | Premios AVN         | Nominada  | Mejor escena de sexo lésbico grupal en producción extranjera | Best Birthday Ever                                                             |
| 2025 | Premios AVN         | Nominada  | Artista femenina extranjera del año                          | —                                                                              |